# Oscillateur Pierce
Pour les articles homonymes, voir oscillateur.
 (décembre 2015).
Si vous disposez d'ouvrages ou d'articles de référence ou si vous connaissez des sites web de qualité traitant du thème abordé ici, merci de compléter l'article en donnant les références utiles à sa vérifiabilité et en les liant à la section « Notes et références ».

Schéma de principe d'un oscillateur Pierce

Un oscillateur Pierce est un oscillateur électronique utilisé pour réaliser des oscillateurs à quartz.

## Description
L'oscillateur Pierce, du nom du physicien américain George Washington Pierce (1872-1956), utilise un résonateur à quartz en mode parallèle.
C'est le plus simple des oscillateurs à quartz. Le FET est monté en amplificateur source commune. À haute fréquence, on utilise fréquemment une inductance RFC à une résistance comme charge.
Cet oscillateur convient particulièrement aux oscillateurs à quartz en fréquence fondamentale, du fait qu'il ne nécessite pas de self. La capacité C1, qui permet un ajustage fin de la fréquence, sera environ le tiers de la capacité C2.